# ЗИС-16
ЗИС-16 — марка советского автобуса, считавшаяся более совершенной моделью по сравнению с предшественником — ЗИС-8. Производство автобуса ЗИС-16, отличавшегося в соответствии с тогдашней автомобильной модой обтекаемой формой кузова, но по-прежнему выполненному на деревянном каркасе, было развёрнуто с 1938 года и продолжалось до августа 1941 года. Автобус вмещал до 34 пассажиров (при 26 местах для сидения). Форсированный примерно до 84 л.с. двигатель ЗИС-16 с алюминиевыми поршнями цилиндров разгонял машину полной массой 7,13 т до 65 км/ч. С 1939 года ограниченной серией выпускался санитарный автобус ЗИС-16С с отдельной кабиной от ЗИС-5, рассчитанный на перевозку 10 носилок и 12—14 сидячих больных. Всего было выпущено 3250 автобусов ЗИС-16.
Часть из них, не мобилизованная в Красную армию в начальный период войны, была снабжена в 1943 году газогенераторными и газобаллонными установками, демонтированными в 1945 году. Благодаря современному и узнаваемому облику ЗИС-16, стал характерной приметой уличного пейзажа Москвы конца 30-х — начала 50-х. Значительная часть автобусов ЗИС-16 после войны была реконструирована на «Аремкуз» и других предприятиях с перестановкой на новые шасси ЗИС-150 с использованием оперения от этой машины . Такие радикальные меры позволили ЗИС-16 доработать на пригородных маршрутах столицы до середины 50-х, а в ряде городов и дольше.
Ни одного оригинального ЗИС-16 до наших дней не сохранилось. Имеющийся в частном Национальном Автомобильном Музее в городе Всеволожск Ленинградской области был собран из деталей трех найденных в лесах и на садовых участках машин и новодельного деревянного каркаса кузова..